# Ctenophthalmus xiei
Ctenophthalmus xiei är en loppart som beskrevs av Gong Zhengda et Duan Xingde 1992. Ctenophthalmus xiei ingår i släktet Ctenophthalmus och familjen mullvadsloppor. Inga underarter finns listade i Catalogue of Life.